# Hiroshi Nanami
Hiroshi Nanami (名波 浩, Nanami Hiroshi, Fujieda, 28 november 1972) is een Japans voormalig voetballer die als middenvelder speelde.

## Carrière
Hiroshi Nanami speelde tussen 1995 en 2008 voor Júbilo Iwata, Venezia, Cerezo Osaka en Tokyo Verdy.

## Japans voetbalelftal
Hiroshi Nanami debuteerde in 1995 in het Japans nationaal elftal en speelde 67 interlands, waarin hij 9 keer scoorde.

## Statistieken
| Japans voetbalelftal | Japans voetbalelftal | Japans voetbalelftal |
| Jaar                 | Wed.                 | Dlp.                 |
| -------------------- | -------------------- | -------------------- |
| 1995                 | 2                    | 2                    |
| 1996                 | 13                   | 1                    |
| 1997                 | 21                   | 3                    |
| 1998                 | 11                   | 0                    |
| 1999                 | 6                    | 0                    |
| 2000                 | 12                   | 3                    |
| 2001                 | 2                    | 0                    |
| Totaal               | 67                   | 9                    |